# Nemoura babai
Nemoura babai är en bäcksländeart som beskrevs av Kawai 1966. Nemoura babai ingår i släktet Nemoura och familjen kryssbäcksländor. Inga underarter finns listade i Catalogue of Life.